# Cabeceiras
Cabeceiras is een gemeente in de Braziliaanse deelstaat Goiás. De gemeente telt 6.794 inwoners (schatting 2009).

## Verkeer en vervoer
De plaats ligt aan de wegen BR-479 en GO-346.